# Himmelfahrts- und Pfingstfenster (Le Faouët)

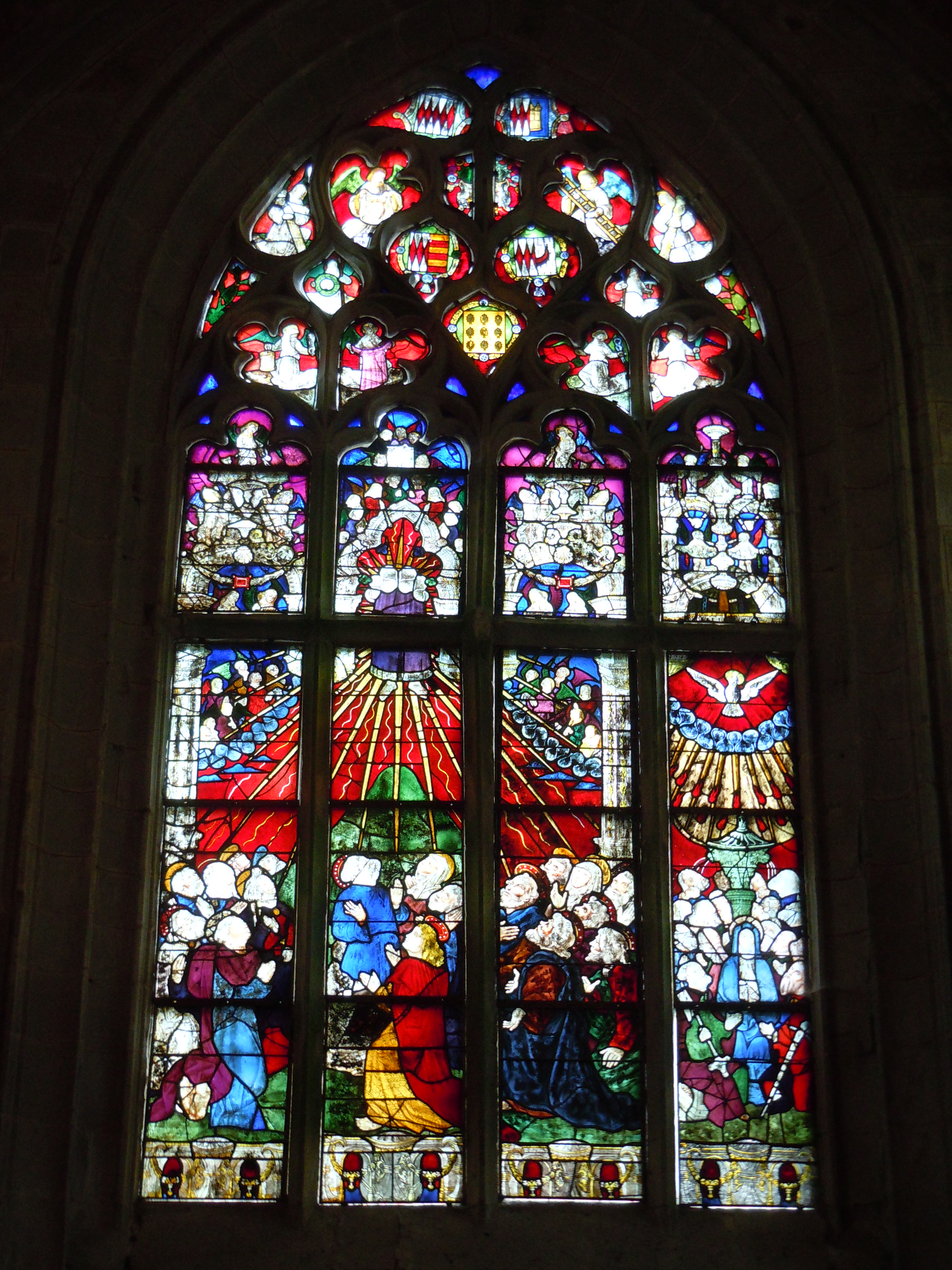
Himmelfahrts- und Pfingstfenster in Le Faouët

Das Himmelfahrts- und Pfingstfenster in der katholischen Kapelle Ste-Barbe in Le Faouët, einer französischen Gemeinde im Département Morbihan in der Region Bretagne, wurde Anfang des 16. Jahrhunderts geschaffen. Das Bleiglasfenster wurde 1906 als Monument historique in die Liste der Baudenkmäler in Frankreich aufgenommen.
Das 5,57 Meter hohe und 2,64 Meter breite Fenster wurde von einer unbekannten Werkstatt geschaffen. Links wird Christi Himmelfahrt und rechts das Pfingstfest mit der Aussendung des heiligen Geistes dargestellt. Im Maßwerk sind die Wappen der Familie Boutteville und musizierende Engel zu sehen.
Das Fenster wurde 1912 restauriert.
Neben dem Pfingstfenster ist noch das Fenster Verklärung des Herrn aus der Zeit der Renaissance in der Kirche erhalten.